# Fort Liard
Fort Liard (Slavey: Echaot'l Koe oder Echaot’įe Kų́ę́ – „Ort/Heimat der Menschen aus dem Land der Riesen“) ist ein Weiler in der Dehcho Region in den Nordwest-Territorien, Kanada. Er liegt 37 km nördlich der Grenze zu British Columbia an der Mündung des Petitot River in den Liard River. Seit 1984 ist der Weiler an den Liard Highway (Northwest Territories Highway 7 und British Columbia Highway 77) angebunden. 583 Einwohner lebten nach dem Zensus von 2006 in Fort Liard. Die Mehrheit von ihnen gehört den First Nations an. Die Dene-Bevölkerung wird durch den Acho Dene Koe Band und die Métis durch Fort Liard Metis Local 67 vertreten. Beide Gruppen gehören zu den Dehcho First Nations.
In Fort Liard gibt es zwei Geschäfte, die "Echo Dene School" mit 150 Schülern, ein Pflegeheim, eine Royal-Canadian-Mounted-Police-Abteilung und ein Erholungszentrum (Swimming pool, Skater-Anlage, Jugendzentrum und Multizweckfeld). Es gibt ein Brennstoffgeschäft, das Gas, Diesel, Propan und Notfallkits verkauft. Es gibt auch ein Geschäft, das traditionelle Handwerksarbeiten verkauft.